# Willi Willwohl
Willi Willwohl (* 31. August 1994 in Cottbus) ist ein ehemaliger deutscher Radrennfahrer und Influencer. Er galt als Sprintspezialist.

## Sportliche Laufbahn
2012 belegte Willi Willwohl bei den deutschen Straßenmeisterschaften Rang zwei im Straßenrennen der Junioren. Auf der Bahn belegte er Platz sechs im Zweier-Mannschaftsfahren (mit Robert Kessler) und Platz sieben in der Einerverfolgung. Im Jahr darauf entschied er drei Etappen der Tour de Berlin für sich sowie eine Etappe der Dookoła Mazowsza in Polen.
2014 wurde Willwohl Siebter von Rund um Köln und Sechster beim Velothon Berlin. Bei den deutschen Bahn-Meisterschaften wurde er mit der Mannschaft von LKT Team Brandenburg, für die er seit 2013 auf der Straße fuhr, mit Franz Schiewer, Stefan Schäfer und Leon Rohde Vize-Meister in der Mannschaftsverfolgung, im Punktefahren belegte er Platz zehn. Im selben Jahr wurde er für die Straßen-Weltmeisterschaften nominiert. 2015 gewann er je einen Abschnitt bei den Etappenrennen Tour du Loir-et-Cher und Dookoła Mazowsza.
Willwohl, der ab 1. August 2016 beim Professional Continental Team Stölting Service Group als Stagiaire fuhr, erklärte zum Saisonende seinen Rücktritt vom Leistungsradsport, um im Gastronomiebetrieb seiner Familie zu arbeiten. Als Grund für seinen Rücktritt nannte er gesundheitliche Probleme und Unstimmigkeiten mit seinem Team.
Der ehemalige Radsportler und heutige Sportliche Leiter Gregor Willwohl ist sein älterer Bruder.

## Influencer
Unter dem Namen Willi Whey tritt Willi Willwohl seit 2017 als Lifestyle-Influencer auf der Plattform Instagram in Erscheinung, wo er regelmäßig Inhalte veröffentlicht und über 2,1 Millionen Follower hat.

## Erfolge
2013
- drei Etappen Tour de Berlin
- eine Etappe Dookoła Mazowsza

2014
- eine Etappe Carpathian Couriers Race

2015
- eine Etappe Tour du Loir-et-Cher
- eine Etappe Dookoła Mazowsza